# 桑德豪森体育俱乐部
桑德豪森1916體育會（SV Sandhausen 1916）是一支来自德国巴登-符腾堡州桑德豪森的足球俱乐部，拥有约1000名会员。桑德豪森的最好成绩是2008年晋级德国第3级联赛——德丙联赛。俱乐部的主色调是黑色与白色。

## 历史
桑德豪森俱乐部成立于1916年8月1日，成立后俱乐部的财政稳步提升，并在1931年从低级别联赛逐步升入当时的顶级联赛——莱茵-萨尔区立联赛。但俱乐部在这一级别仅停留了一个赛季，便因成绩不佳而再度降级。1943年，俱乐部与TSV Walldorf及VfB Wiesloch合并组成战时联队KSG Walldorf-Wiesloch。1945年底二战结束后，联队解散，桑德豪森重建为一个独立的俱乐部，时隔二十年恢复其原有的名称。此后桑德豪森一直征战于国家联赛及二级业余联赛之间，直至1956年升入一级北巴登业余联赛。1977年，球队赢得次级业余联赛，并升级至高级联赛（巴登-符腾堡区），更在1978年凭借优异表现再次夺冠。在20世纪80年代，桑德豪森曾3次夺得高级联赛冠军，此后也在1995年和2000年再获此荣誉，其最近一次赢得高级联赛冠军是在2007年，并因此而升入地区联赛（当时的第3级联赛），在征战地区联赛当季，桑德豪森排名前八，得以成为2008年新成立的德国足球丙级联赛的首批成员。
2006年，商人迭特马·霍普曾计划将桑德豪森与霍芬海姆及瓦尔多夫三支俱乐部在海德堡合并成为新的海德堡06足球俱乐部，并就此展开谈判，后碍于新主场的选址等因素，该计划被搁置。

## 荣誉
- 德国业余联赛冠军：1978，1993
- 德国次级业余联赛冠军：1977
- 高级联赛（巴登-符腾堡区）冠军：1981，1985，1987，1995，2000，2007
- 巴登-符腾堡杯冠军：1977，1978，1979，1981，1982，1983，1985，1986，1995，2006，2007

## 主体育场
桑德豪森俱乐部的体育场是位于城市南部森林边上的哈特森林体育场。这座1958年兴建的体育场可容纳10231名观众，其中包括2954个座席。2008年体育场进行了翻修，以满足德国足球丙级联赛的要求。